# Hannah Macleod
Pour les articles homonymes, voir Macleod.
Hannah Macleod (née le 9 juin 1984 à Boston (Angleterre)) est une joueuse de hockey sur gazon britannique, membre de l'équipe de Grande-Bretagne de hockey sur gazon féminin. 
Avec la Grande-Bretagne, elle est médaillée de bronze aux Jeux olympiques d'été de 2012 à Londres avant d'être sacrée championne olympique en 2016 à Rio de Janeiro.